# إندياكا

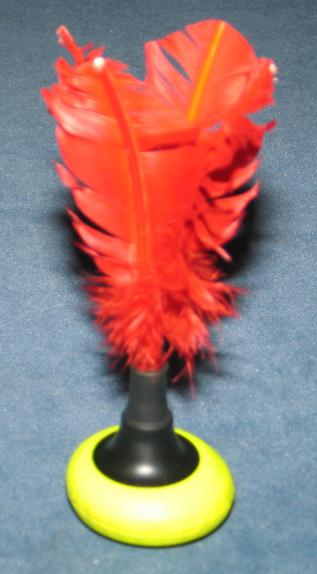
الإندياكا

الإندياكا هو اسم يطلق على لعبة رياضية وعلى الأداة المستخدمة فيها (كما يظهر في الصورة). ترجع هذه اللعبة إلى أصول أمريكية جنوبية. لعبة الإندياكا هي لعبة جماعية. وكما في الكرة الطائرة أو تنس الريشة، يفصل الفريقين في هذه اللعبة شبكة في منتصف الملعب. تلعب الإندياكا باستخدام ما يدعى ريشة الإندياكا أو الإندياكا والتي تضرب بواسطة اليد. تنتشر هذه اللعبة في بلاد مثل ألمانيا حيث تنظم اللعبة من قبل ثلاث اتحادات واليابان والتي يوجد بها اتحاد قومي كبير.
في 26 مايو 2000 م أنشأ اتحاد عالمي للعبة في برلين تحت اسم اتحاد الإندياكا العالمي (International Indiaca Association وتختصر IIA). ويهدف هذا الاتحاد إلى وضع معايير للعلبة في مختلف مناطق تواجدها وإلى تنظيم بطولات عالمية. حاليا، يضم أعضاء الاتحاد الدولي سويسرا وسلوفاكيا وإستونيا والبرازيل ولكسمبورغ وإيطاليا واليابان. وقد أقيمت أول بطولة عالمية للإندياكا ما بين 17 و19 أغسطس 2001 م في أستونيا وأول كأس للعالم ما بين 1 و3 نوفمبر من عام 2002 م في ألمانيا وآخر في 2006 م في أستونيا.

## تاريخ اللعبة
يعتقد أن لعبة الإندياكا كانت تمارس من قبل السكان الأصليين لأمريكا الجنوبية لمئات الأعوام. وفي عام 1936 م، شاهد أستاذ الرياضة الألماني كارل هانس كروهن أثناء تجواله في كوباكابانا فتى يلعب الإندياكا، فقام بجلبها معه إلى ألمانيا.

## قواعد اللعبة
تمارس الإندياكا في ملعب أبعاده 16×10.6 متر مقسمة إلى نصفين لكل فريق. يوجد في منتصف الملعب شبكة يتراوح ارتفاعها بين 2,00 و2,35 متر تبعا للفئة العمرية والجنسية للمتنافسين. يتكون كل فريق من خمسة لاعبين في الملعب وخمسة -على الأكثر- بدلاء.
تبدأ اللعبة بضرب الريشة من قبل أحد اللاعبين من الزاوية اليمنى ليرسلها إلى ملعب الفريق المنافس مباشرة، حيث يحاول الفريق الآخر التصدي لها ومنعها من ملامسة أرض الملعب وإرجاعها إلى ملعب الفريق الآخر بما لا يزيد عن ثلاث لمسات. يسمح استخدام الكف والذراع حتى الكوع. إذا ما فشل فريق ما بالمحافظة على الريشة، يحصل الفريق المنافس على نقطة واحدة ويحوز على الإرسال. يقوم لاعبو الفريق بالتناوب على إرسال الريشة باتجاه عقارب الساعة. ينتهي الشوط بفوز الفريق الذي يحصل على 25 نقطة وبفارق نقطتين على الأقل، وتنتهي المباراة بفوز الفريق الذي ينهي بنجاح شوطين أو ثلاثة.

## معلومات أخرى
تشبه قواعد والمهارات الأساسية لهذه اللعبة تلك في كرة الطائرة مثل الإرسال، التمرير من الأسفل والأعلى، الكبس، والصد. ويجب التدرب على أداء مهمة الدفاع والهجوم بشكل ثنائي إن أمكن أو ضمن مجموعات صغيرة. ومن المهم أن يتعلم جميع اللاعبين كل المهارات اللازمة.

## وصلات خارجية
- الموقع الرسمي للاتحاد الدولي للإندياكا